# Sasheer Zamata
Sasheer Zamata Moore (Okinava, 1986. május 6. –) amerikai színésznő és humorista.
A legismertebb szereplése a Saturday Night Live című műsorban volt.

## Fiatalkora
1986. május 6-án született Okinavában, amerikai szülők, Ivory Steward és Henry Moore, az amerikai légierő alezredese lányaként. Japánban látta meg a napvilágot édesapja katonai karrierje miatt. Dédapja, Leroy Washington Mahon egykor rabszolgasorban élt, és ő alapította Fargo városát.
Indianapolisban nőtt fel, és a Pike High School-ban érettségizett. Elmondása szerint szülei a Star Trek egyik epizódjában szereplő "Sahsheer" nevű idegen, virágszerű kristályról nevezték el. A Virginiai Egyetemre járt, ahol művészeti alapképzésen szerzett diplomát.

## Pályafutása
2009 óta rendszeresen fellép a New York-i Upright Citizens Brigade Theatre színházban. Társszereplője volt az ABC News rejtett kamerás sorozatának, a Would You Fall for That? című műsornak. Feltűnt a Totally Biased with W. Kamau Bell és az Inside Amy Schumer című műsorok szkeccseiben. Főszereplője volt a Pursuit of Sexiness című websorozatnak, emellett több CollegeHumor szkeccsben is szerepelt.
Szinkronszínészként is dolgozik: ő adja Sally hangját a Call of Duty: Infinite Warfare című videójátékban, valamint Mary karakterét szólaltatta meg a Muppets Haunted Mansion című különkiadásban.
2014 és 2017 között a Saturday Night Live című műsorban szerepelt.

## Magánélete
2024-ben nyilvánosan felvállalta, hogy leszbikus.

## Filmográfia

### Film
| Év   | Magyar cím                 | Eredeti cím                     | Szerep                  | Magyar hang       |
| ---- | -------------------------- | ------------------------------- | ----------------------- | ----------------- |
| 2009 |                            | Michelle Obama's Breaking Point | Michelle Obama          |                   |
| 2010 |                            | Tyra Banks Exclusive 2010       | Tyra Banks              |                   |
| 2014 |                            | The Re-Gift                     | bulizó lány             |                   |
| 2014 |                            | The Crumb of It                 | önmaga                  |                   |
| 2014 |                            | Intimate Semaphores             | önmaga                  |                   |
| 2014 |                            | Grow a Guy                      | barát                   |                   |
| 2015 |                            | The Jay Z Story                 | Beyoncé Knowles         |                   |
| 2015 |                            | Prom Queen                      | tanár                   |                   |
| 2016 | A bűvész                   | Sleight                         | Georgi                  | Nádasi Veronika   |
| 2016 | Jógamánia                  | Yoga Hosers                     | Legyőzhetetlen igazgató | Mohácsi Nóra      |
| 2017 |                            | Deidra & Laney Rob a Train      | Ms. Spencer             |                   |
|      | The Outdoorsman            | Mona                            |                         |                   |
| 2018 | Túl szexi lány             | I Feel Pretty                   | Tasha                   |                   |
| 2018 |                            | The Weekend                     | Zadie Barber            |                   |
| 2020 |                            | Spree                           | Jessie Adams            |                   |
| 2021 | A Mitchellék a gépek ellen | The Mitchells vs. the Machines  | Jade (hangja)           | Nemes Takách Kata |
| 2023 |                            | Sasheer Zamata: The First Woman | önmaga                  |                   |
| 2024 | Cukormáz nélkül            | Unfrosted                       | Beth Donovan            |                   |

### Televízió
| Év         | Magyar cím                      | Eredeti cím                    | Szerep                             | Megjegyzések                                     |
| ---------- | ------------------------------- | ------------------------------ | ---------------------------------- | ------------------------------------------------ |
| 2011, 2012 |                                 | Jest Originals                 | Chelsea, Blue Ivy                  | 2 epizód                                         |
| 2012–2013  |                                 | Fodder                         | különböző karakter                 | 14 epizód                                        |
| 2012–2015  |                                 | CollegeHumor Originals         | különböző karakter                 | 5 epizód                                         |
| 2013       |                                 | The Morning After              | önmaga                             | 1 epizód                                         |
| 2013       |                                 | Thingstarter                   | nő az utcán                        | 1 epizód                                         |
| 2013       |                                 | PITtv                          | anyuka                             | 1 epizód                                         |
| 2013       |                                 | Above Average Presents         | különböző karakter                 | 3 epizód                                         |
| 2013, 2014 |                                 | Inside Amy Schumer             | eladólány / Tess                   | 2 epizód                                         |
| 2013–2015  |                                 | UCB Comedy Originals           | különböző karakter                 | 9 epizód                                         |
| 2013–2015  |                                 | Pursuit of Sexiness            | Sheer                              | főszereplő                                       |
| 2014–2017  |                                 | Saturday Night Live            | önmaga                             | főszereplő                                       |
| 2015       |                                 | Lucas Bros. Moving Co.         | Blackneficent (hangja)             | 1 epizód                                         |
| 2016       |                                 | Transparent                    | Asra                               | 1 epizód                                         |
| 2016       |                                 | People of Earth                | Marcy                              | 1 epizód                                         |
| 2016       | Albert                          | Albert                         | Maisie (hangja)                    | - tévéfilm - magyar hangja - Csuha Bori          |
| 2016, 2018 |                                 | Night Train with Wyatt Cenac   | önmaga / Shirley Chisholm szelleme | 2 epizód                                         |
| 2017       |                                 | Sasheer Zamata: Pizza Mind     | önmaga                             | különkiadás                                      |
| 2017       | BoJack Horseman                 | BoJack Horseman                | Ékszerbolt eladó (hangja)          | 1 epizód                                         |
| 2017       |                                 | At Home with Amy Sedaris       | Ms. Stern                          | 1 epizód                                         |
| 2016–2017  |                                 | Loosely Exactly Nicole         | Kim Whitfield                      | mellékszereplő                                   |
| 2019       |                                 | Corporate                      | Jessica                            | mellékszereplő                                   |
| 2019       |                                 | Full Frontal with Samantha Bee | önmaga                             | műsorvezető                                      |
| 2019       | Égessük le a legendákat!        | Historical Roasts              | Rosa Parks                         | 1 epizód                                         |
| 2020       |                                 | Finding Your Roots             | önmaga                             | 1 epizód                                         |
| 2020       |                                 | The Last O.G.                  | Isis                               | 3 epizód                                         |
| 2020       |                                 | Robbie                         | Ava                                | főszereplő                                       |
| 2020       |                                 | The George Lucas Talk Show     | önmaga                             | 1 epizód                                         |
| 2020       | A Gombik!                       | The Fungies!                   | anyuka, citrom anyukája (hangja)   | 2 epizód                                         |
| 2020–2022  |                                 | Woke                           | Ayana                              | főszereplő                                       |
| 2021       | Tuca és Bertie                  | Tuca & Bertie                  | Kara (hangja)                      | mellékszereplő                                   |
| 2021       |                                 | Muppets Haunted Mansion        | Mary                               | különkiadás                                      |
| 2021       |                                 | Grand Crew                     | Gloria                             | 1 epizód                                         |
| 2021–2023  |                                 | Home Economics                 | Denise                             | főszereplő                                       |
| 2023       |                                 | Waco: The Aftermath            | Angie Graham                       | 4 epizód                                         |
| 2023–      | Holdlány és Ördögi Dinoszaurusz | Woke                           | Adria Lafayette (hangja)           | - főszereplő - magyar hangja - Nemes Takách Kata |
| 2024       | Robbanó cicák                   | Exploding Kittens              | Belzebub (hangja)                  | - főszereplő - magyar hangja - Kis-Kovács Luca   |
| 2024       | Mindvégig Agatha                | Agatha All Along               | Jennifer Kale                      | - főszereplő - magyar hangja - Lapis Erika       |